# Khai
Khai (Kh-'-y) va ser un noble egipci de la dinastia XIX. Va servir com a djati a la darrera part del regnat de Ramsès II.

## Biografia
Una estela familiar d'Abidos esmenta que Khai era fill de Hai i Nub-em-niut. En ella s'hi diu que el "Senyor de les Dues Terres i comandant de les tropes del bon Déu" afavoria molt al seu pare. La mare de Khai, Nub-em-niut, era una "Cantant d'Amon i dama de la Casa". L'esposa de Khai, Iam, també apareix a l'estela, tot i que no hi apareix cap fill seu.

Khai va créixer com el fill del comandant de tropes Hai. L'estela d'Abidos mostra que Khai va començar la seva carrera com a "Primer Herald Reial del Senyor de les Dues Terres". Va ser encarregat d'informar dels afers d'Egipte. L'any 26 de Ramsès II, Khai va ser nomenat djati, potser succeint a Paser al càrrec. Després de l'any 40, Khai va ser l'encarregat d'anunciar els jubileus sed celebrats per Ramsés II. A Djebel al-Silsila, una estela diu que 
Al Senyor de les dues Terres, Usermaatre Setepenre, el Senyor de les Corones, Ramsès II, va donar vida com a Re per sempre. Sa Majestat va decretar que el Noble i Comte Hereditari, el Pare de Déu, estimat del Déu, Guardià de Nekhen, Profeta de Maat, jutge i dignatari, governador de la ciutat i djati, Khai, està justificat, serà encarregat de proclamar la festa del Jubileu a tota la terra, al sud i al nord.
Als festivals sed anteriors Khai havia compartit el seu anunci pel fill del rei, Khaemwase.

## Enterrament
Khai va ser enterrat a Xeikh Abd al-Gurnah, Tebes, al lloc on la missió de la Universitat Lliure de Brussel·les va trobar el 2013 una piràmide de maons de fang que pertanyia al complex de la tomba. La piràmide hauria fet uns 15 metres d'alçada i tenia aproximadament 12 metres d'amplada. La piràmide estava coronada amb un piramidó que representava Khai dabant del déu Ra-Harakhti.